# 思簩竹
思簩竹又名思勞竹（学名：Schizostachyum pseudolima）为禾本科思劳竹属下的一个种。該物種主要分佈於中國海南以及越南的山地疏林中。

## 扩展阅读
- 維基物種上的相關：思簩竹